# Segon (sofista)
Segon (Secundus, Σεκοῦνδος) fou un atenenc que va viure a començaments del segle ii; destacat sofista, encara que alguns autors el cataloguen com a filòsof cínic o neopitagòric. Era fill d'un fuster i va rebre el malnom d' ἐπίουρος(epiouros= silenciós).
Les fonts d'estudi són bàsicament tres: un text anomenat Vita Secundi Philosophi; les dades provinents de Filòstrat que l'esmenta com a molt il·lustrat, i les dades de la Suïda, que parla dels escrits d'aquest filòsof.

## Vida
Un text d'autor anònim titulat Vita Secundi Philosophi proporciona la major part de la informació sobre aquest filòsof. S'hi explica que era fill d'un fuster i des de jove hauria estat enviat fora de casa per a rebre una acurada educació. Ja a l'edat adulta va decidir posar a prova l'afirmació que «tota dona és una prostituta». Amb aquest motiu va retornar a casa però sota l'aspecte d'un cínic: amb els cabells descurats, la barba sense tallar de manera que li resultés irreconeixible a la seva mare i va intentar de convèncer-la de passar la nit junts al seu llit a canvi de cinquanta monedes d'or. En fer-se de dia, després de no haver fet altra cosa que compartir el llit castament, li va dir qui era en realitat. La mare, avergonyida, es va penjar. Llavors Segon, penedit pel mal que havia causat, va fer un vot de silenci, raó per la qual alguns li deien que era un pitagòric¹.
L'emperador Hadrià el va fer cridar perquè li parlés de filosofia. En veure que no responia, perquè havia fet vot de silenci, va amenaçar de matar-lo però llavors van acordar donar les respostes per escrit fent servir una tauleta de cera i un estilet. Les preguntes més importants eren: «Què és l'Univers?», «Què és déu?», i «Què és la Bellesa?».
La resposta a la pregunta 17 «Què és la Pobresa?» és un exemple de la manera de pensar d'aquest filòsof: 
Una bona cosa que és odiada, la mare de la salut, un obstacle per als plaers, una manera de viure lliure de preocupacions, una possessió de la que en resulta molt difícil desfer-se'n, la mestra dels invents, la cercadora de saviesa, una ocupació que ningú enveja, propietat sense taxes, mercaderia no subjecta a tarifes, beneficis que no poden ser expressats amb diner en efectiu, una possessió no catalogada pels auditors cadastrals, una fortuna que no resulta evident, una fortuna lliure de càrregues.
Totes les respostes estan recollides en l'abans esmentat Vita Secundi Philosophi, llibre que va ser molt popular durant l'edat mitjana. No se sap fins a quin punt aquestes respostes podrien atribuir-se a Segon o si en part serien afegitons de copistes al llarg de la història. El mateix passa amb el text d'una conversa entre Hadrià i Epictet de Hieràpolis.
Fou un dels mestres d'Herodes Àtic² amb el que després d'uns anys es va barallar; llavors Àtic va escriure un versos sarcàstics contra Segon, però quan aquest va morir va pronunciar la seva oració fúnebre i el va elogiar.
Hi va haver un filòsof retòric del mateix període anomenat Secundus d'Atenes, esmentat per Filòstrat i tampoc se sap si es tracta de la mateixa persona o d'un altre.

## Obra i èxit en la posteritat
Suides diu que va escriure  μελέτας ῥητορικάς i també hauria escrit una col·lecció de Sententiae, però la seva autenticitat és discutida.
No obstant el que el va fer més famós és el text escrit a proposta de l'emperador Hadrià. El document més antic que en resta de la biografia de Segon (Vita Secundi Philosophi) és el fragment d'un papir del segle iii. El text complet només es troba a un manuscrit del segle xi, la resta de documents conservats són només les respostes sense la biografia. Willelmus Medicus, un monjo adscrit de l'abadia de Saint-Denis (França), va portar el 1167 el manuscrit grec des de Constantinoble. Ell mateix va fer-ne la traducció al llatí (Vita Secundi Philosophi) que va ser molt llegida, perquè se'n van fer moltes còpies. Una versió abreujada d'aquesta traducció la va incloure al segle xiii Vincent of Beauvais dins la seva enciclopèdia Speculum Historiale

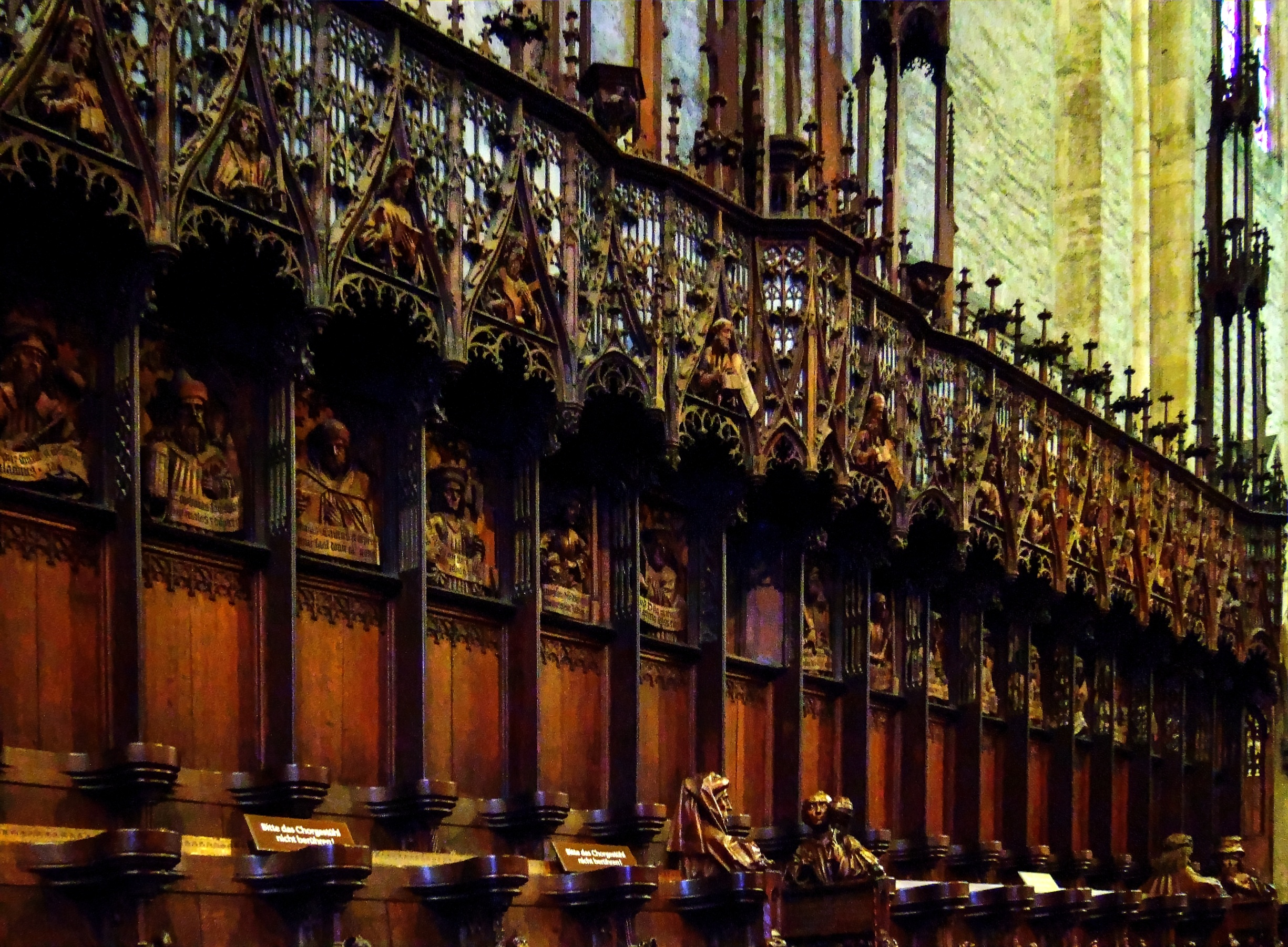
Seients del cor de la catedral d'Ulm, sobre els que hi ha una escultura del filòsof Segon

A començament del segle xiv es va publicar el Liber de Vita et Moribus Philosophorum, que narrava creences anteriors al cristianisme i tenia un capítol dedicat a Segon. Es va fer tan famós que al cor de la catedral d'Ulm (Alemanya) hi ha una imatge seva. Es tracta d'un bust esculpit en fusta amb una cita de la seva resposta sobre la pregunta «Què és déu?». Alguns trets del caràcter de Segon com el penediment i la fidelitat als vots donats, coincidien plenament amb el pensament de l'Edat mitjana, moment en què es lloaven els màrtirs també per preferir una mort dolorosa abans que trencar els vots, motiu pel qual la seva història es va fer molt popular.
Cap a finals de l'edat mitjana van aparèixer noves traduccions: dues en alemany, dues en castellà sis en francès, una en islandès i quatre en italià. L'èxit va sobrepassar les fronteres d'Europa: es van fer traduccions en siríac, armeni, àrab, i en idiomes d'Etiòpia.